# Hrabstwo Logan (Ohio)
Hrabstwo Logan (ang. Logan County) – hrabstwo w stanie Ohio w Stanach Zjednoczonych. Obszar całkowity hrabstwa obejmuje powierzchnię 466,78 mil2 (1 208,97 km²). Według danych z 2010 r. hrabstwo miało 45858 mieszkańców. Hrabstwo powstało 1 marca 1818 roku i nosi imię Benjamina Logana – amerykańskiego pioniera i polityka.

## Sąsiednie hrabstwa
- Hrabstwo Hardin (północ)
- Hrabstwo Union (wschód)
- Hrabstwo Champaign (południe)
- Hrabstwo Shelby (zachód)
- Hrabstwo Auglaize (północny zachód)

## Miasta
- Bellefontaine

## Wioski
- Belle Center
- De Graff
- Huntsville
- Lakeview
- Quincy
- Rushsylvania
- Russells Point
- Valley Hi
- West Liberty
- West Mansfield
- Zanesfield

## CDP
- Chippewa Park
- East Liberty
- Lewistown